# Tour du Doubs 2013
Il Tour du Doubs 2013, ventottesima edizione della corsa e valida come evento dell'UCI Europe Tour 2013 categoria 1.1, si svolse il 15 settembre 2013 su un percorso totale di 185 km. Fu vinto dal lettone Aleksejs Saramotins che terminò la gara in 4h29'40", alla media di 41,16 km/h.
Al traguardo 38 ciclisti che portarono a termine la gara.

## Squadre e corridori partecipanti
| N.    | Cod. | Squadra                      |
| ----- | ---- | ---------------------------- |
| 1-8   | SOJ  | Sojasun                      |
| 11-18 | FDJ  | FDJ.fr                       |
| 21-28 | ALM  | AG2R La Mondiale             |
| 31-38 | BSE  | Bretagne-Séché Environnement |
| 41-48 | COF  | Cofidis, Solutions Credits   |
| 51-58 | EUC  | Team Europcar                |
| 61-68 | BIG  | BigMat-Auber 93              |
| 71-78 | LPM  | La Pomme Marseille           |
| 81-88 | RLM  | Roubaix-Lille Metropole      |

| N.      | Cod. | Squadra                     |
| ------- | ---- | --------------------------- |
| 91-98   | IAM  | IAM Cycling                 |
| 101-108 | ARH  | Atlas Personal-Jakroo       |
| 111-118 | CCD  | Team Differdange-Losch      |
| 121-128 | WIL  | Vérandas Willems            |
| 131-138 | ASP  | AC Sparta Praha             |
| 141-148 | AUS  | Australia                   |
| 151-158 | BUR  | Burgos BH-Castilla y León   |
| 161-168 | CEF  | Ceramica Flaminia-Fondriest |

## Ordine d'arrivo (Top 10)
| Pos. | Corridore            | Squadra        | Tempo    |
| ---- | -------------------- | -------------- | -------- |
| 1    | Aleksejs Saramotins  | IAM Cycling    | 4h29'40" |
| 2    | Thomas Voeckler      | Europcar       | s.t.     |
| 3    | Vegard Stake Laengen | Bretagne-Séché | s.t.     |
| 4    | Guillaume Levarlet   | Cofidis        | s.t.     |
| 5    | Pierre Latour        | AG2R La Mond.  | a 3"     |
| 6    | Florian Guillou      | Bretagne-Séché | a 9"     |
| 7    | Alexandre Pichot     | Europcar       | a 26"    |
| 8    | Anthony Geslin       | FDJ.fr         | s.t.     |
| 9    | Julien Simon         | Sojasun        | s.t.     |
| 10   | Romain Guillemois    | Europcar       | s.t.     |